# Arabellapark (metropolitana di Monaco di Baviera)
Arabellapark è una stazione della Metropolitana di Monaco di Baviera, che serve la linea U4, di cui è capolinea. È stata inaugurata il 27 ottobre 1988.
Si trova nel quartiere di Bogenhausen, e in particolare nella zona di Arabellapark, che è un grande centro residenziale e commerciale sviluppatosi negli anni settanta. La stazione di Arabellapark serve anche d importante nodo di interscambio con gli autobus che effettuano servizio a Bogenhausen; la stazione è infatti capolinea degli autobus 59, 159, 184, 186 e 189.

## Progetti di estensione
Vi sono progetti per estendere il percorso della linea U4 da Arabellapark fino alla stazione della S-Bahn di Englschalking, nella parte orientale di Bogenhausen; i progetti sono comunque in fase di stallo per problemi di bilancio. In luogo dell'allungamento della metropolitana, è in fase di studio un'eventuale linea tranviaria che partirebbe da Effnerplatz.